# Tabernaemontana letestui
Tabernaemontana letestui là một loài thực vật có hoa trong họ La bố ma. Loài này được (Pellegr.) Pichon miêu tả khoa học đầu tiên năm 1948.